# Lello Arena
Raffaele "Lello" Arena (San Giorgio a Cremano, 1 de novembro de 1953) é um ator cômico italiano.[carece de fontes?]
Seus primeiros sucessos foram no grupo La Smorfia, no qual atuavam tambem Massimo Troisi e Enzo Decaro. Atuou com Troisi em filmes cômicos de sucesso, por exemplo Ricomincio da tre e Scusate il ritardo. Atuou também com outros atores italianos famosos (Alberto Sordi, Carlo Verdone, Ugo Tognazzi) e foi a voz da personagem Pulcinella no filme de animação Totò Sapore e la magica storia della pizza.

## Filmes
- Ricomincio da tre,[1] de Massimo Troisi (1981)
- No grazie, il caffè mi rende nervoso,[1] de Ludovico Gasparini (1982)
- Scusate il ritardo,[1] de Massimo Troisi (1983)
- Cuori nella tormenta, de Enrico Oldoini (1984)
- Bertoldo, Bertoldino e... Cacasenno,[1] de Mario Monicelli (1984)
- Il coraggio di parlare, de Leandro Castellani (1987)
- Chiari di luna, de Lello Arena (1988)
- Facciamo paradiso, de Mario Monicelli (1995)
- Tu ridi, (episodio I due sequestri), de Paolo Taviani e Vittorio Taviani (1998)
- Totò Sapore e la magica storia della pizza[carece de fontes?], (voz de Pulcinella), de Maurizio Forestieri (2003)
- Luisa Sanfelice[carece de fontes?], de Paolo Taviani e Vittorio Taviani (2004)